# Casabermeja
Casabermeja is een gemeente in de provincie Málaga, in de autonome regio Andalusië in het zuiden van Spanje. Het dorp ligt ongeveer 20 kilometer ten noorden van de stad Málaga en vormt een toegangspoort tot het binnenland van Andalusië. Casabermeja staat bekend om zijn karakteristieke witte huizen, rijke geschiedenis, unieke begraafplaats en natuurrijke omgeving.

## Geografie
Casabermeja ligt op de noordelijke hellingen van de Montes de Málaga, op een hoogte van ongeveer 550 meter boven zeeniveau. Het dorp kijkt uit over glooiende heuvels en valleien, en is omgeven door olijfgaarden, dennenbossen en mediterrane struikgewassen. In de nabijheid bevinden zich natuurlijke en archeologische bezienswaardigheden, zoals de Peñas de Cabrera, een gebied met prehistorische rotstekeningen.

## Bezienswaardigheden

#### Iglesia de Nuestra Señora del Socorro
Deze kerk, oorspronkelijk gebouwd in de 16e eeuw en later herbouwd, is een voorbeeld van landelijke Andalusische religieuze architectuur. De klokkentoren van rode baksteen is een herkenbaar element van het dorpssilhouet.

#### Cementerio de San Sebastián
De begraafplaats van Casabermeja is uniek in Spanje vanwege de bouwstijl van de grafmonumenten, die doen denken aan kleine huisjes met witte muren en ijzeren deurtjes. In 2006 werd het kerkhof uitgeroepen tot Bien de Interés Cultural vanwege zijn bijzondere historische en culturele waarde.

#### Torre Zambra
Een wachttoren uit de Moorse periode, strategisch gelegen op een heuvel. Op heldere dagen kan men vanaf deze locatie zelfs de kust van Noord-Afrika zien.

#### Museo-Taller de Cerámica
Dit museum combineert tentoonstellingen met een werkplaats en is gewijd aan de lokale keramiekkunst. Bezoekers kunnen traditionele technieken van pottenbakken en glazuren leren kennen.

### Evenementen
- Corpus Christi: Tijdens dit religieuze feest wordt het dorp versierd met bloemen, geurige kruiden en kleurrijke tapijten van zaagsel.
- Festival de Cante Grande: Een belangrijk flamencofestival dat jaarlijks plaatsvindt en bekende artiesten uit de regio aantrekt.
- Fiesta de la Cabra Malagueña: Een feest gewijd aan de Malagueña-geit, waarbij lokale producten zoals geitenkaas worden gepromoot.

### Gastronomie
De lokale keuken bevat traditionele gerechten zoals:
- Migas: Gerecht op basis van broodkruimels, vaak gecombineerd met vlees of groenten.
- Olla de la era: Een stoofpot van bonen, vlees en aardappelen.

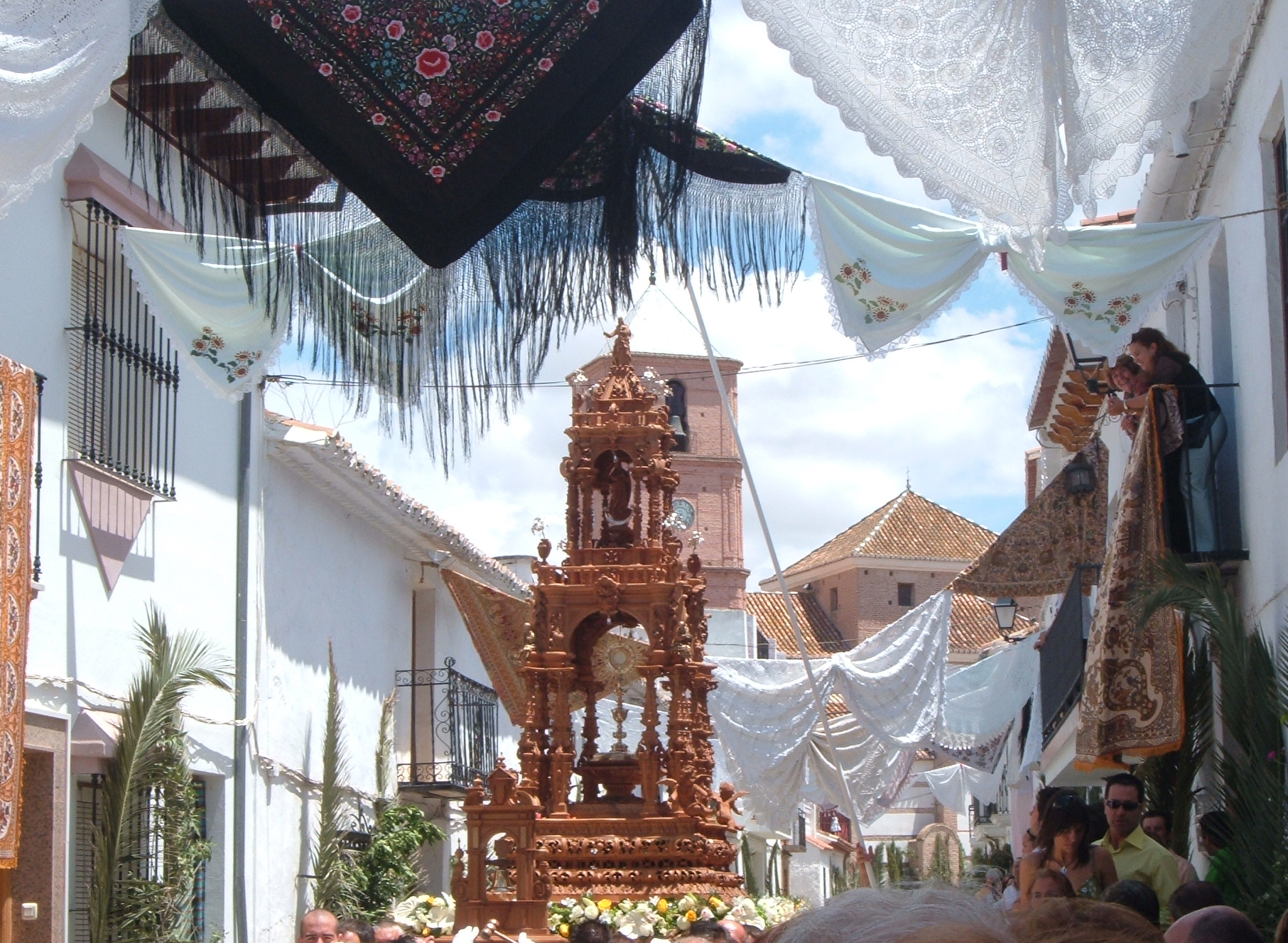
Corpus Christi de Casabermeja, 2006

- Corpus Christi de Casabermeja, 2006Zoetigheden zoals borrachuelos (in wijn of honing gefrituurde deegwaren) en tortas de aceite.

## Natuur en recreatie
De regio is populair onder wandelaars, fietsers en natuurliefhebbers. Verschillende routes leiden door het nabijgelegen natuurpark Montes de Málaga en naar de archeologische vindplaats Peñas de Cabrera.
- Torre ZambraDemografie

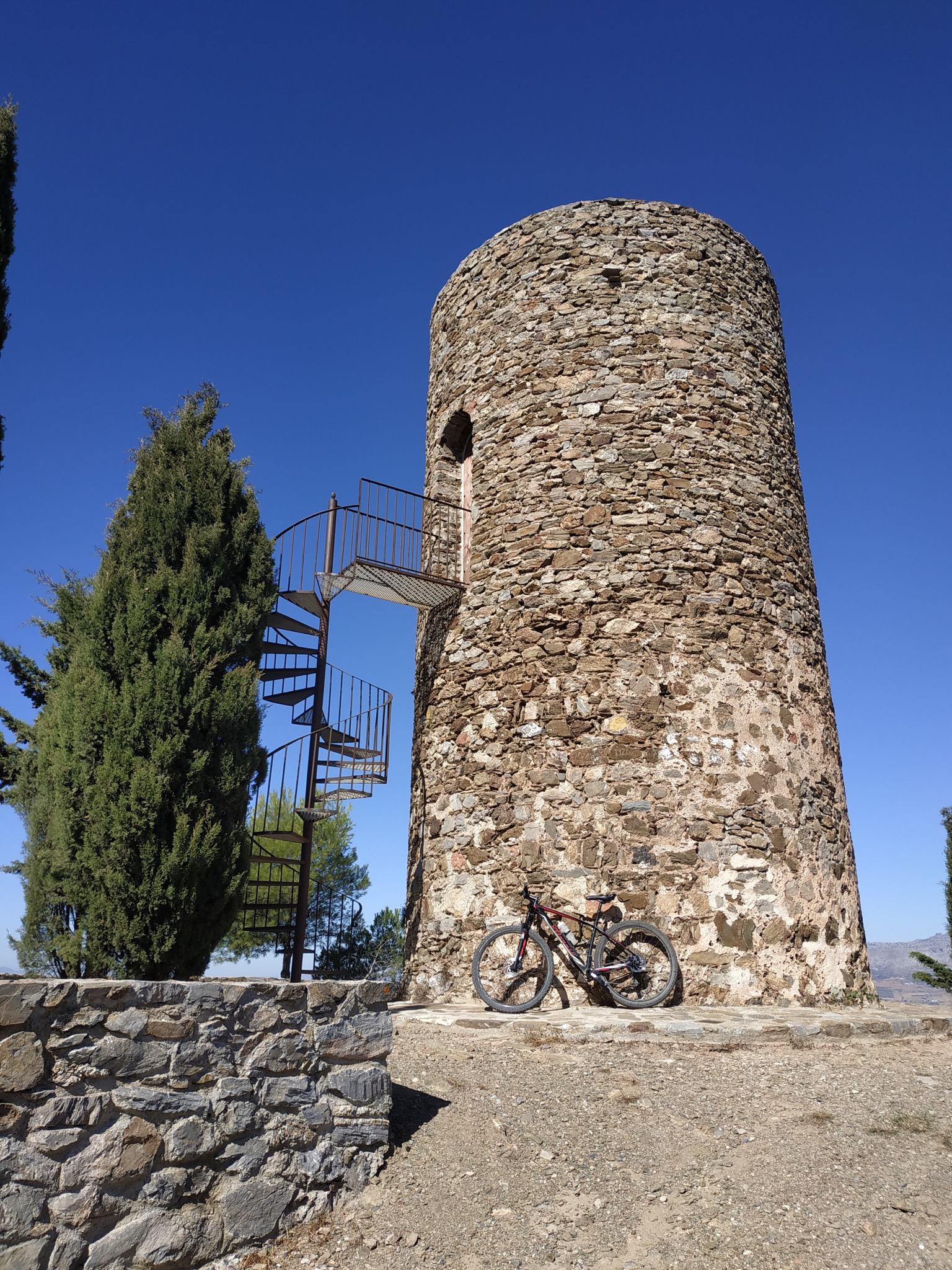
Torre Zambra

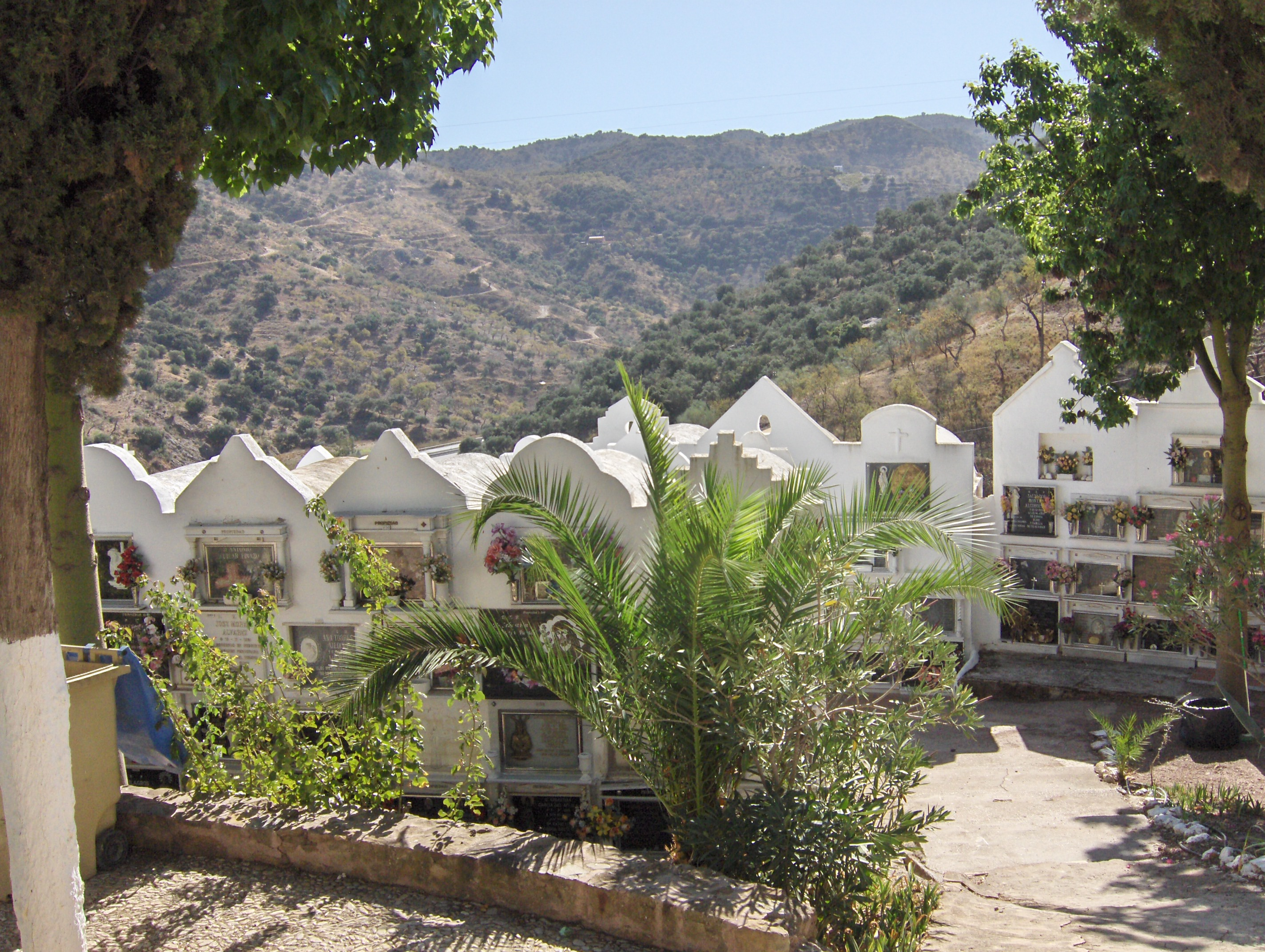
San Sebastián Begraafplaats, Casabermeja (06)

Volgens gegevens van het Spaanse Instituut voor Statistiek (INE) telt Casabermeja ongeveer 3.500 inwoners. De bevolking is grotendeels betrokken bij landbouw, toerisme en ambachtelijke productie.

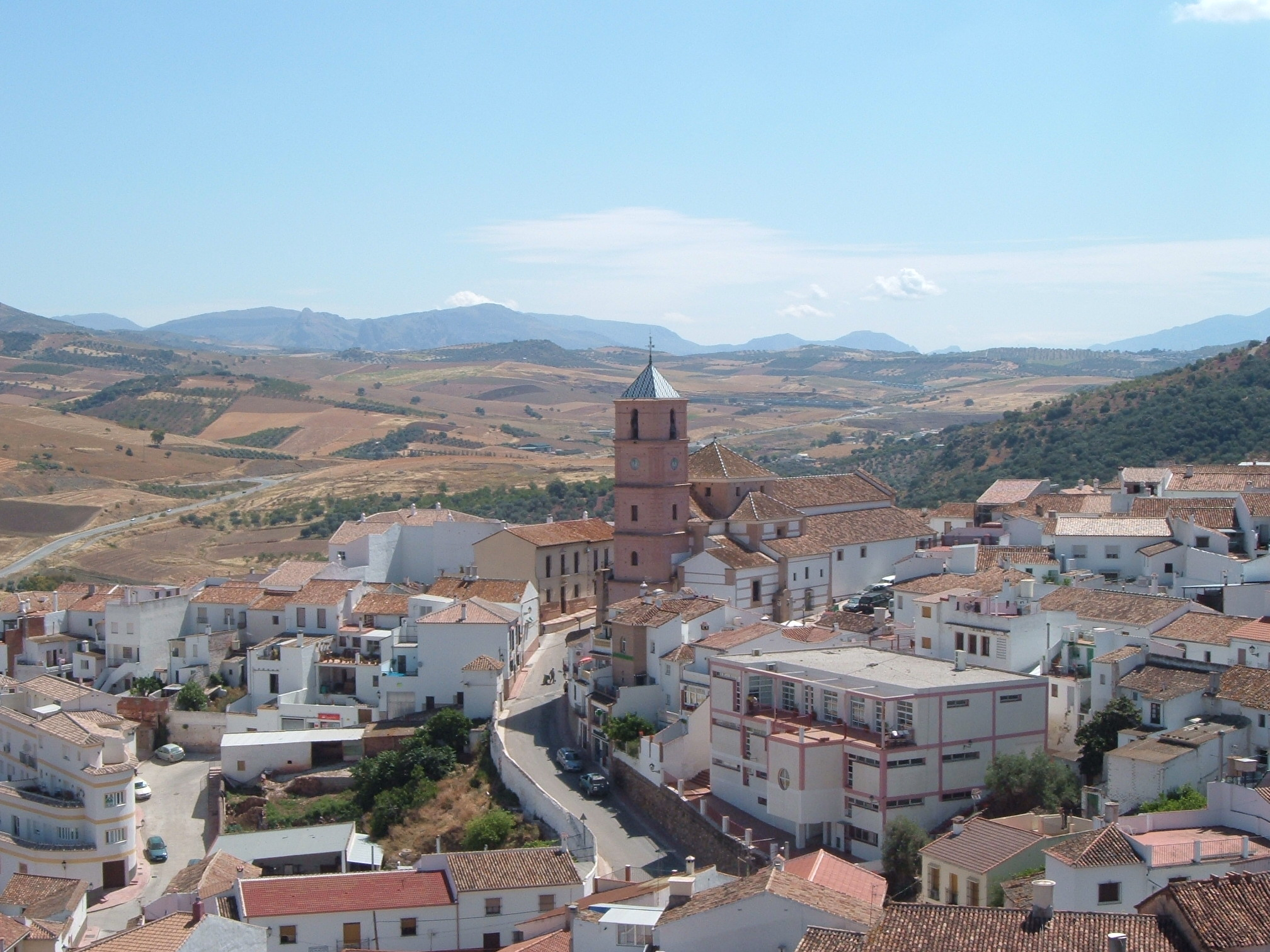
Casabermeja